# Cortusa matthioli
Cortusa matthioli är en viveväxtart. Cortusa matthioli ingår i släktet Cortusa, och familjen viveväxter.

## Underarter
Arten delas in i följande underarter:
- C. m. altaica
- C. m. hazarica
- C. m. iranica
- C. m. matthioli
- C. m. pekinensis
- C. m. sibirica
- C. m. turkestanica
- C. m. sachalinensis

## Bildgalleri

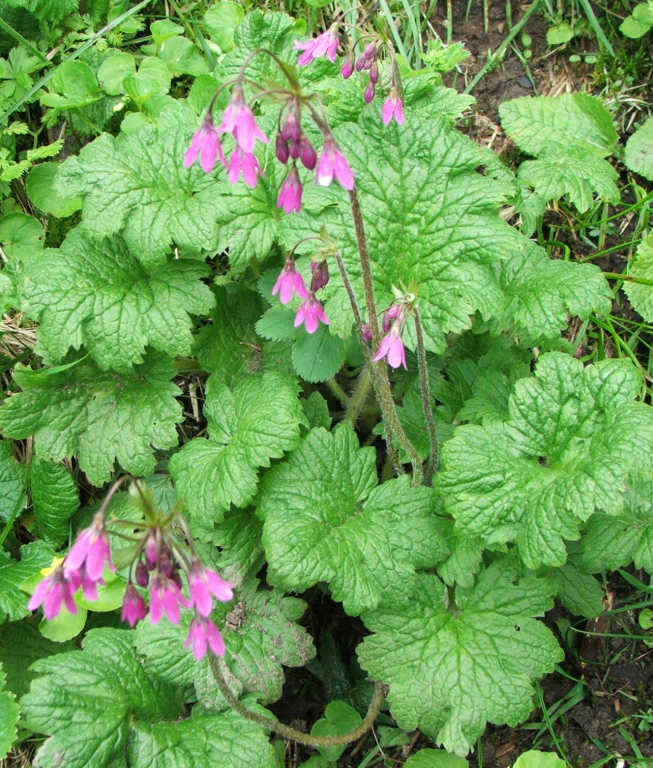
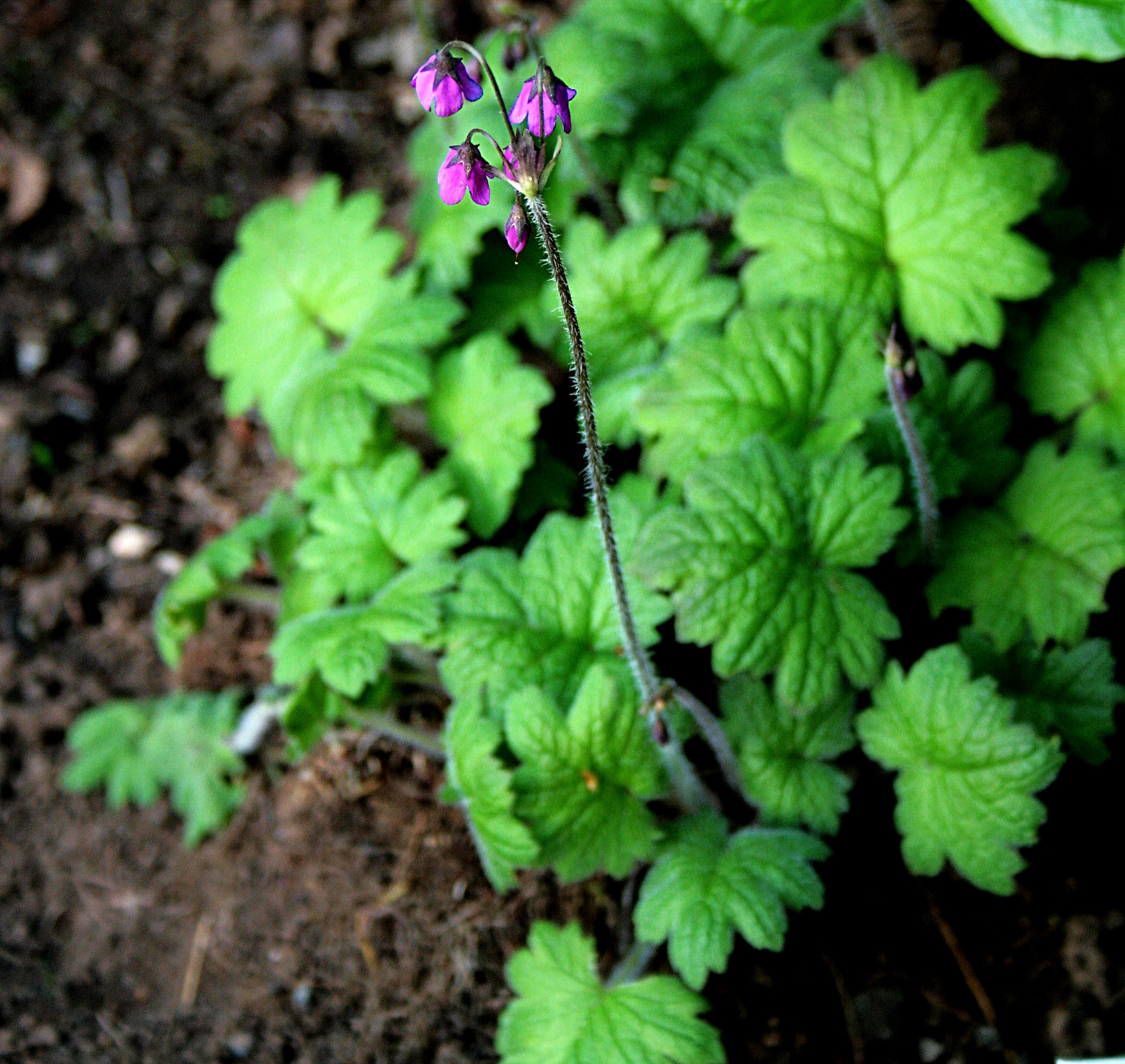
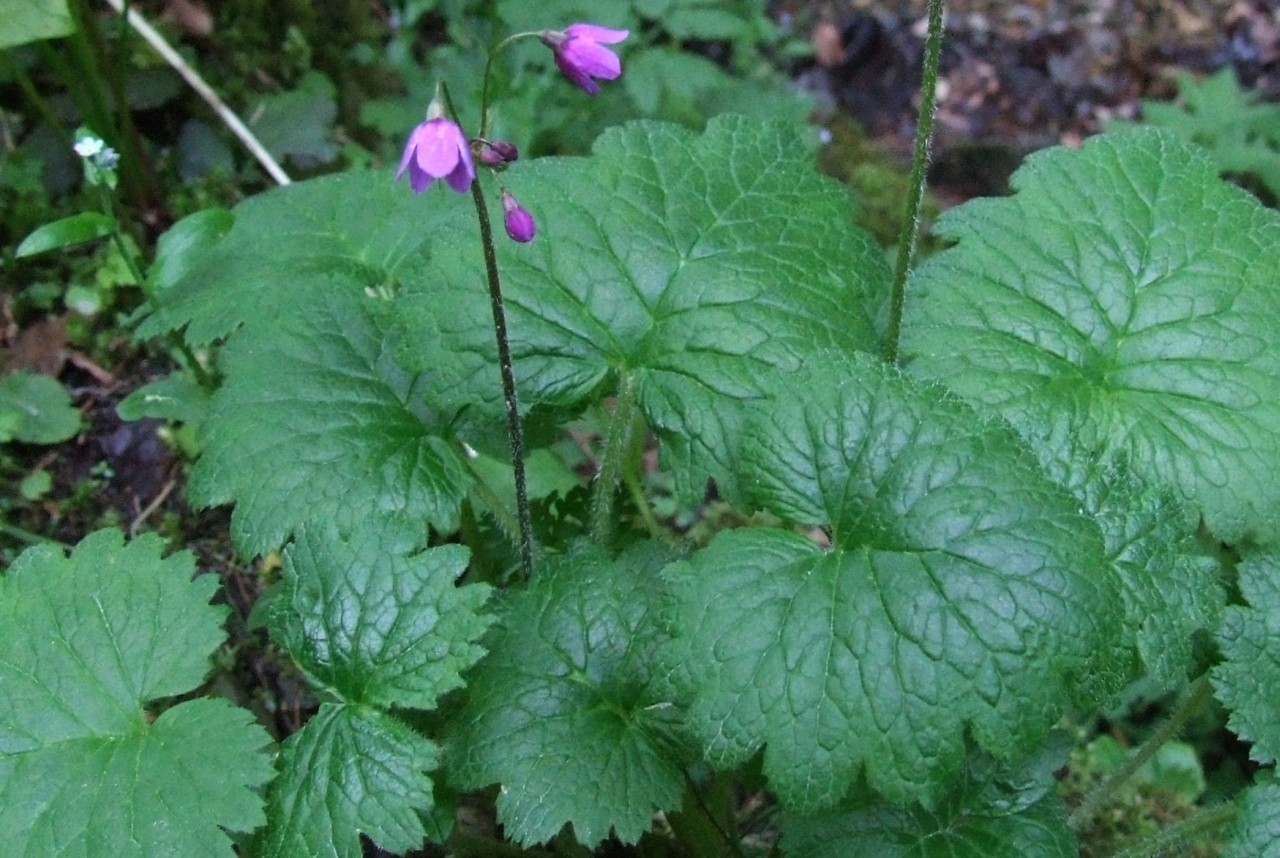
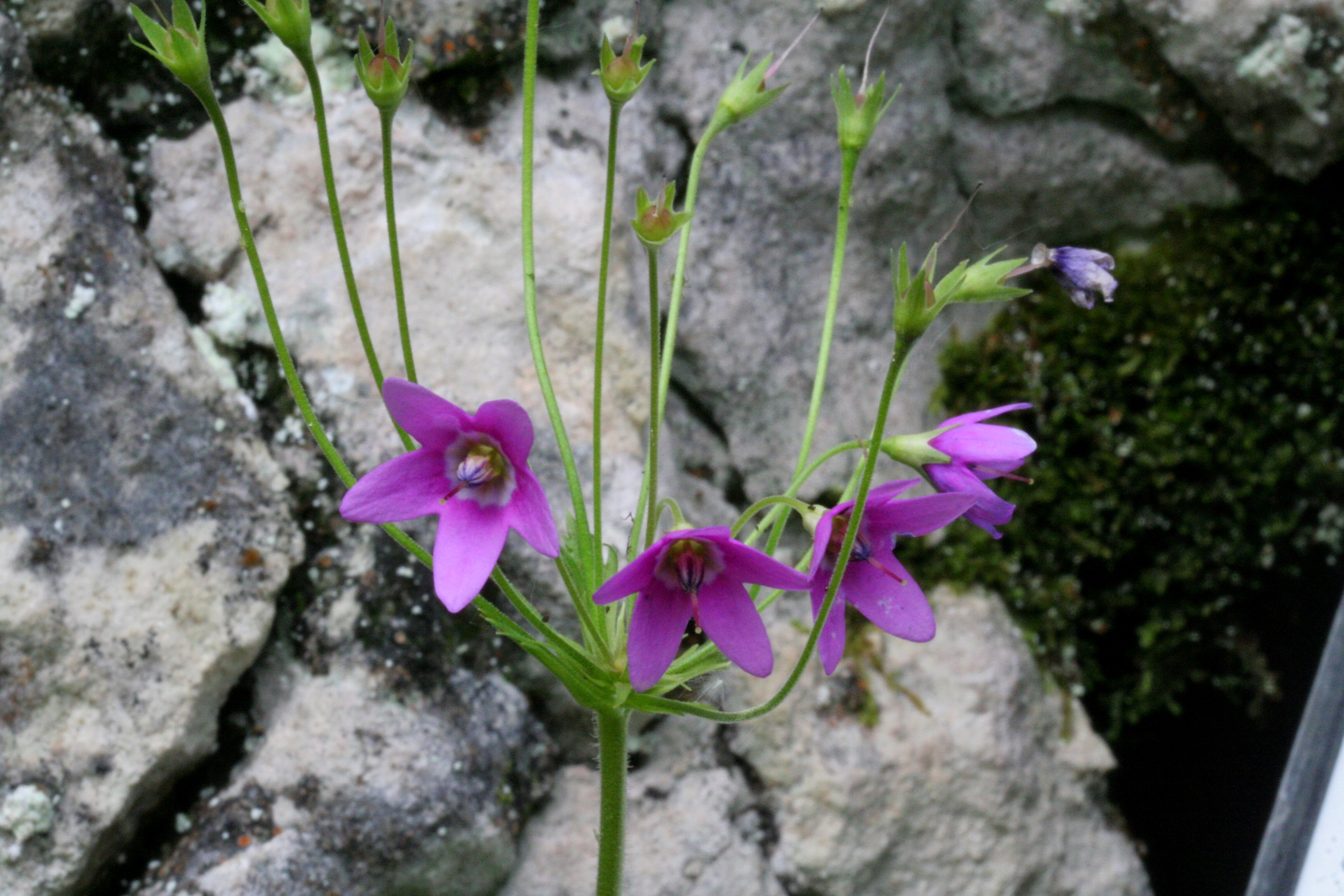
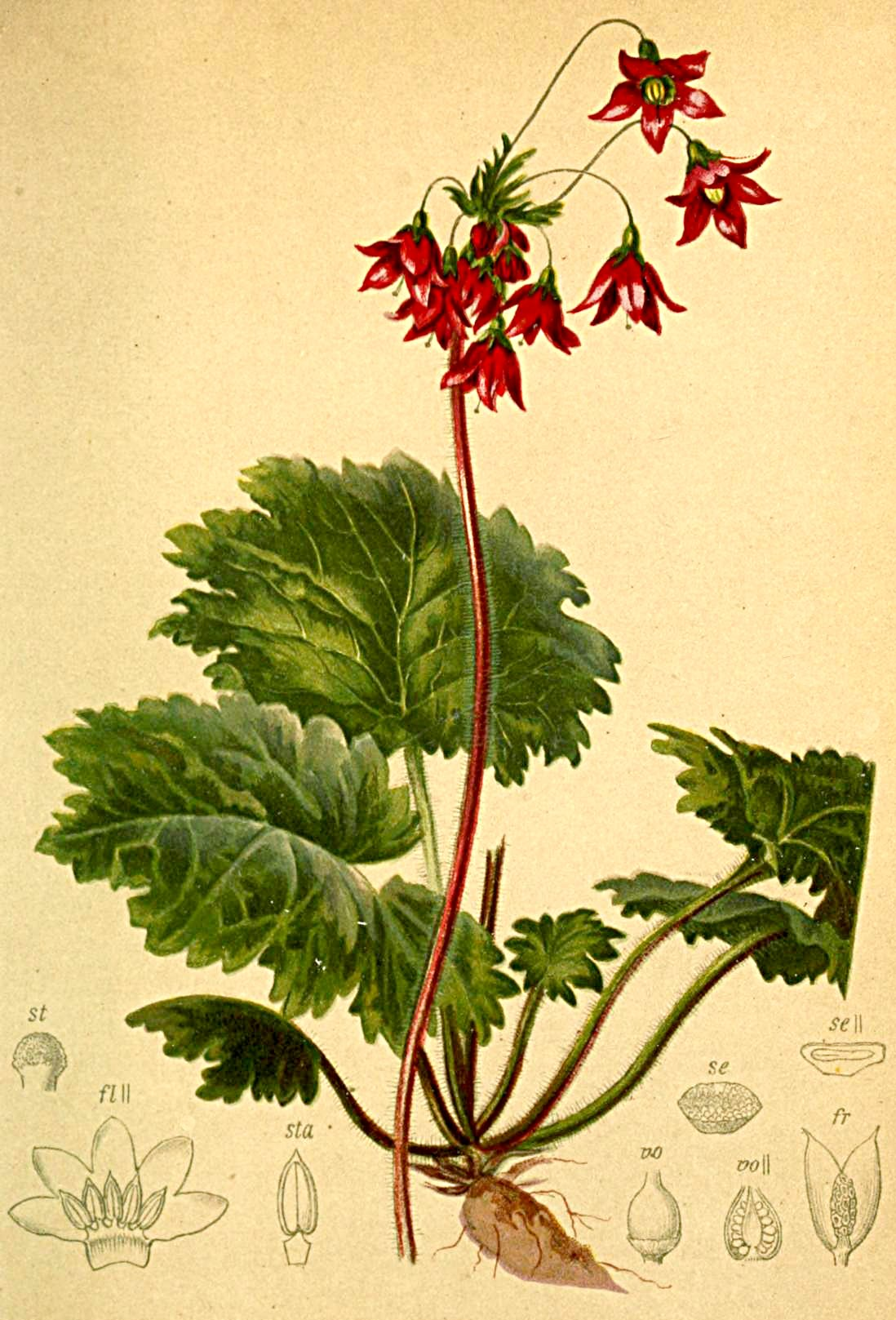
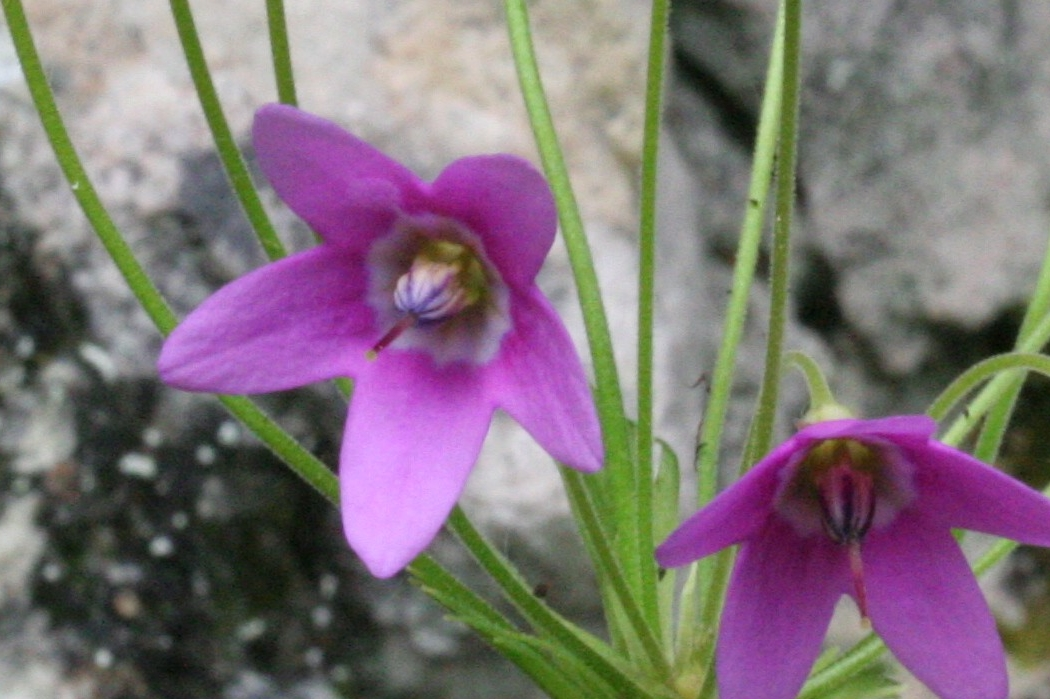